# Ravn Alaska
Ravn Alaska (Corvus Airlines) est une compagnie aérienne régionale spécialisée dans les petites collectivités de l’État américain de l’Alaska. La compagnie aérienne a son siège à Anchorage, qui abrite également le principal hub de Ravn, sur l'aéroport international Ted Stevens d'Anchorage.
Corvus Airlines exploite tous ses vols en utilisant la marque Ravn Alaska.
Hageland Aviation Services et Frontier Flying Service (en), les compagnies aériennes sœurs de Corvus, volent également sous la marque Ravn Connect. Hageland Aviation Services exploite des vols passagers réguliers pour Ravn Alaska, tandis que Frontier Flying Service exploite des services de fret et de charter.
Ravn a conclu un partenariat avec Alaska Airlines, permettant aux passagers de réserver des vols en partage de code.

## Historique

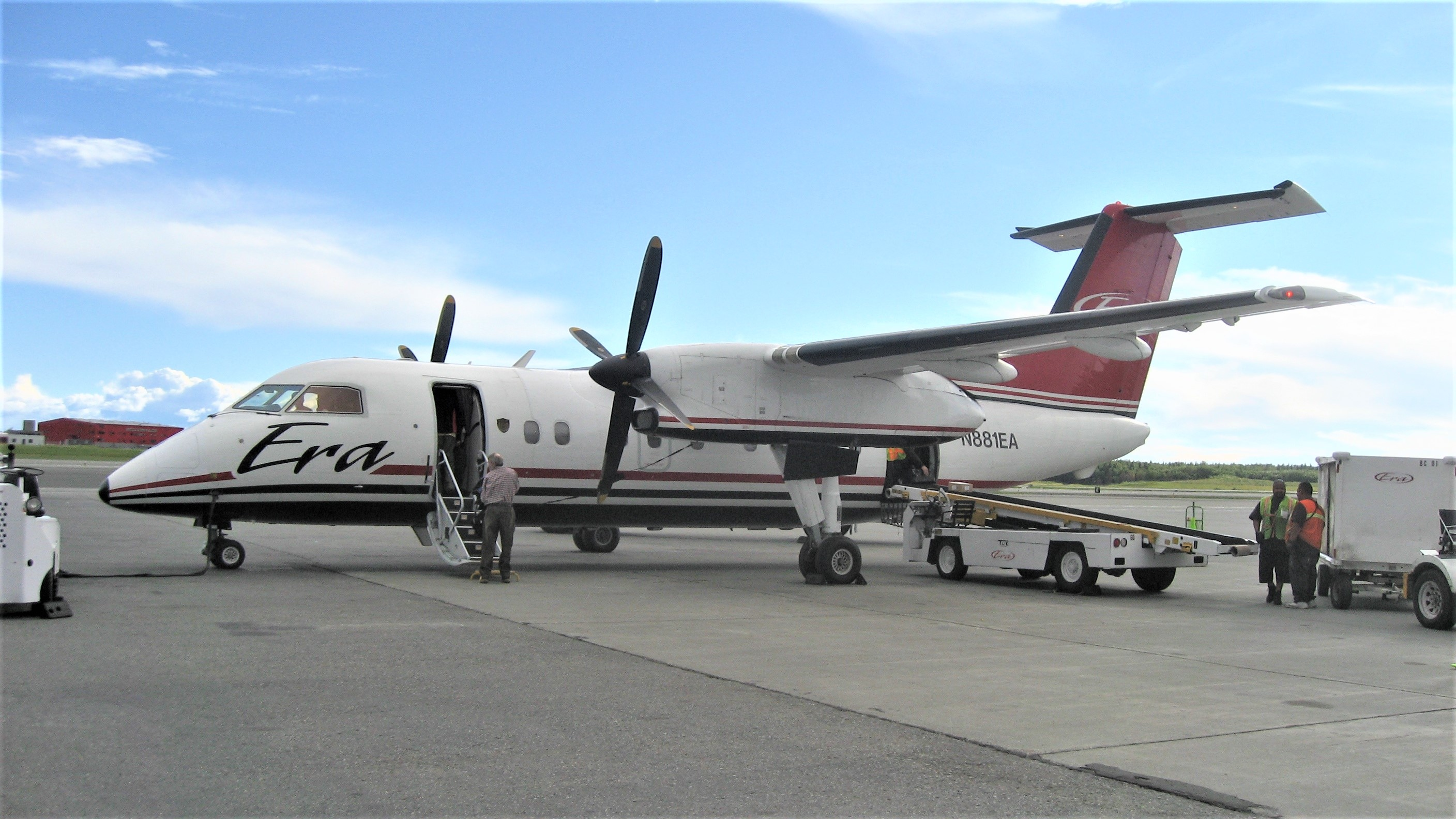
Un de Havilland Dash 8-100 opéré par Era Aviation en 2008

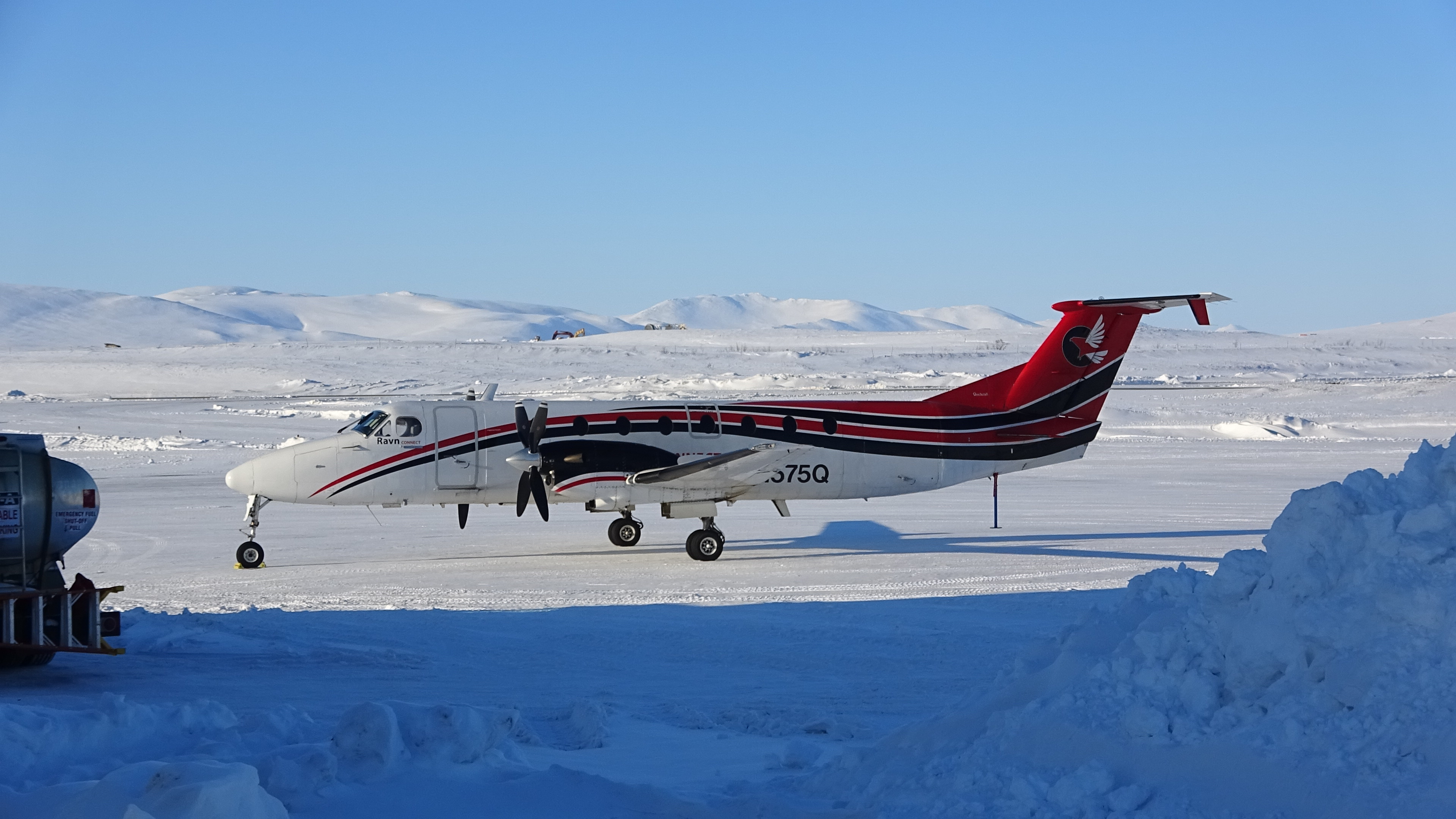
Un Beechcraft 1900C de Ravn Alaska (N575Q) à Nome, en Alaska.

La société a été fondée en 1948 par Carl Brady, quand il a piloté le premier hélicoptère commercial en Alaska afin de travailler sur un contrat de cartographie pour le gouvernement américain.
Dans les années qui ont suivi, Economy Helicopters fut renommée Era Helicopters et la société a réalisé l'essentiel de son activité en soutenant le forage pétrolier en mer. La société a également soutenu les efforts de construction du pipeline Alyeska. C'est lors de la construction du pipeline que la compagnie a lancé sa division à voilure fixe avec les avions DeHaviland Twin Otter et Convair 580.
Après la construction du pipeline, Era a eu l’opportunité d’offrir un service passagers régulier, qui a commencé en mai 1983. Les avions Convair étaient utilisés pour desservir Valdez, Kenai, Kodiak, Cordova et Homer. La flotte de Twin Otter était basée à Bethel et assurait le service dans de nombreuses petites communautés environnantes.
En 1988, Era Helicopters a officiellement changé de nom et s'appelle désormais Era Aviation.
La société a connu une transition très agitée entre décembre 2004 et décembre 2006, qui a été marquée par plusieurs changements de propriétaire, à la suite de la scission de la division Era Helicopters.
Au début de 2009, HoTH Inc, la société de portefeuille qui détenait Hageland Aviation Services et Frontier Flying Service (en), a acheté Era Aviation. Cependant, Era Helicopters ne faisait pas partie de l’acquisition et devenait à la place une société indépendante. En octobre 2009, HoTH Inc. a également acquis Arctic Circle Air (en), une compagnie de fret locale. Le groupe aérien combiné se  prend le nom d’Era Alaska, tirant parti du nom reconnaissable d’Era.
En janvier 2014, les sociétés ont été renommées une nouvelle fois dans le but de réduire la confusion et de la distinguer des autres sociétés nommées Era, comprenant notamment Era Helicopters. Le groupe aérien combiné Era Alaska a été renommé Ravn Alaska, Era Airlines a été renommée Corvus Airlines, et bien que Hageland Aviation Services et Frontier Flying Service conservent leurs noms, ils opèrent désormais tous deux sous le nom de Ravn Connect.
En août 2016, J.F. Lehman and Co., société basée à New York, a acquis une participation majoritaire dans Ravn, tandis que les actions restantes ont été conservées par Bob Hajdukovich, alors PDG de la société.
Ravn Alaska a acheté tous les aéronefs et autres actifs de Yute Air le 5 mars 2017, date de fermeture de la compagnie, reprenant également les liaisons de Yute Air.
En janvier 2018, Ravn Alaska a bénéficié de l'approbation de la Federal Aviation Administration pour un système de gestion de la sécurité similaire à celui mis en œuvre par les plus grandes compagnies aériennes du pays,.
En Avril 2020, la compagnie Ravn Alaska annonce qu'elle dépose le bilan.

## Flotte
La flotte de Ravn Alaska comprend les avions suivants :
| Appareils                    | Total | Sièges | Notes                                                       |
| ---------------------------- | ----- | ------ | ----------------------------------------------------------- |
| Beechcraft 1900C             | 8     | 9–19   | 1 cargo                                                     |
| Beechcraft 1900D             | 3     | 19     |                                                             |
| de Havilland DHC-8-100       | 10    | 29–37  |                                                             |
| Cessna 207 Stationair        | 20    | 6      |                                                             |
| Cessna 208 Caravan           | 15    | 0–9    | Un appareil perdu le 29 novembre 2013                       |
| Cessna 180 Skywagon          | 1     | 5      |                                                             |
| Piper PA-31 Chieftain        | 8     | 8      |                                                             |
| Reims-Cessna F406 Caravan II | 4     | 9      | Opéré par Hageland Aviation Services                        |
| Short 330 Sherpa             | 2     | —      | Configuration fret, exploitée par Arctic Circle Air Service |
| Total                        | 71    |        |                                                             |

### Anciens appareils
- Convair 580
- de Havilland Canada DHC-6 Twin Otter Series 300
- de Havilland Canada DHC-7 Dash 7

## Destinations
Ravn Alaska offre un service régulier dans plus de 100 villes et communautés de l'Alaska. Parmi les nouvelles destinations de Ravn, on trouve des liaisons régulières vers la région de Bristol Bay, la première nouvelle destination de la compagnie aérienne depuis six ans. Le vol inaugural entre Dillingham, King Salmon et Anchorage a eu le 16 février 2018.

## Accidents
- 8 novembre 1997 - Le vol 500 de Hageland Aviation Services assuré par un Cessna Caravan 675B s’écrase. Après le rapport du NTSB, les enquêteurs ont déterminé que l'accident avait plusieurs causes, notamment le givrage, le déséquilibre pondéral et l'erreur du pilote[19]. L'accident a tué les 8 passagers et membres d'équipage.
- 9 décembre 2002 - Au cours d'un vol pré-achat de Raytheon, un Beechcraft 1900C s'écrase après avoir heurté une montagne de l'ouest de l'Arkansas. L'accident a tué les 3 pilotes à bord, y compris Ron Tweto, président de Hageland Aviation Services.
- 6 janvier 2011 - Un Cessna 208B Grand Caravan, immatriculé N715HE, a subi des dommages importants lors d'un atterrissage à l'aéroport de Kipnuk. Aucun des quatre passagers ou des deux membres d'équipage n'a été blessé. L'avion opérait sur le vol 161 de Hageland entre l'aéroport de Bethel et l'aéroport de Kipnuk.
- 23 octobre 2013 - Un Beechcraft 1900C exploité par Era Aviation a subi une défaillance du train d'atterrissage et s'est immobilisé sur le ventre sur l'aéroport de Homer (en). Aucune blessure n'a été rapportée[20].
- 29 novembre 2013 - Quatre personnes sont mortes lorsque le vol 1453 s'est écrasé près du village de St. Mary's. Le vol provenait de Bethel[21].
- 31 août 2016 - Un Cessna 208B Le Grand Caravan EX est entré en collision avec un Piper Super Cub de Renfro's Alaskan Adventures au cours d'un vol reliant l'aéroport de Russian Mission (en) à l'aéroport de Marshall (en) en Alaska. Les cinq personnes à bord des deux avions ont perdu la vie[22].
- Le 2 octobre 2016 - Trois personnes ont été tuées quand un Cessna 208B s'est écrasé près de Togiak. Il n'y avait pas de survivants[23].